# Claude Boutron
Pour les articles homonymes, voir Boutron.
Claude Boutron, né le 26 juin 1947, est professeur de physique à l'université Joseph Fourier de Grenoble. Il mène ses recherches au sein du Laboratoire de glaciologie et géophysique de l'environnement - CNRS/UJF.
Spécialiste de la géochimie de l'atmosphère, il a créé en 1993, l'école internationale ERCA (European Research Course on Atmospheres). Il est membre honoraire de l'Institut universitaire de France. Il utilise des techniques sophistiquées dont la sensibilité et la précision sont actuellement sans égal au sein de la communauté scientifique mondiale. Il a apporté une contribution exceptionnelle à la compréhension scientifique de l'histoire de la pollution des sols, de l'Antiquité à nos jours.

## Biographie
Claude Boutron est l'un des plus importants chercheurs dans les domaines de la glaciologie et de la chimie atmosphérique. Il a grandement contribué à la connaissance scientifique des cycles géochimiques atmosphériques des métaux lourds et leur altération par les activités humaines. Cette connaissance a été obtenue par l'analyse d'une grande variété de carottes de glace et de neige du Groenland, de l'Antarctique, d'Amérique latine et des Alpes pour une large gamme de métaux lourds (notamment : Pb, Hg, Cd, Cu, Pt, Pd, Rh et U).
Une réalisation majeure du professeur Boutron a été de développer des techniques sophistiquées pour déterminer de façon fiable les niveaux de concentration très faibles des métaux lourds, de moins de 0,1 picogramme par gramme, qui se trouvent dans les carottes de glace et de neige prélevées au Groenland et en Antarctique. En outre, il a lancé un réseau de collaborateurs internationaux avec des instituts de recherche de pointe en Australie, en Russie, aux États-Unis, en Belgique et en Italie, pour le développement de solutions novatrices de techniques d'analyse ultra sensibles.
Parmi les résultats les plus spectaculaires, qui ont été obtenus par Claude Boutron, il y a la preuve du début d'une pollution atmosphérique à grande échelle par le plomb et le cuivre il y a deux millénaires, durant le pic de la civilisation romaine, bien avant la révolution industrielle. Cet épisode a été un facteur crucial dans le développement et la chute des civilisations successives et est d'un intérêt considérable pour les archéologues.
Des résultats extrêmement intéressants ont également été obtenus sur l'histoire de la pollution atmosphérique par le plomb depuis la révolution industrielle dans les deux hémisphères. Ils ont clairement montré une augmentation spectaculaire de la concentration de Plomb dans la neige du Groenland dans les années 1930 jusqu'à la fin des années 1960, en raison de la hausse massive de l'utilisation des additifs au plomb dans les hydrocarbures, et la baisse subséquente après le début des années 1970, comme une conséquence de la diminution de l'utilisation de ces additifs. Ces résultats et d'autres semblables pour l'Antarctique montrent que la pollution atmosphérique des métaux lourds a atteint les zones les plus reculées de notre planète.
D'autres enquêtes menées par le professeur Boutron, qui traitent des changements observés dans les concentrations de mercure dans les glaces de l'Antarctique au cours des 40000 dernières années, montrent qu'une fraction importante de ce métal provient des émissions de mercure gazeux à partir des régions océaniques productrices.
Plus récemment, Claude Boutron a présenté pour la première fois, de l'uranium dans les carottes de neige et de glace du Mont Blanc. Il montre une amélioration prononcée après la Seconde Guerre mondiale, en raison notamment du transport atmosphérique des particules de poussière émanant de l'exploitation minière intensive et des hauts fourneaux de l'ancienne République démocratique allemande.

## Postes occupés, présents et passés
- 1995-2005 : Membre Senior de l'Institut universitaire de France, Paris[1]
- 1999, 2002, 2004 et 2005 : Professeur à l'université d'Ancône, Italie
- 1993 et 1994 : Professeur à l'université Curtin de technologie, Perth, Australie
- 1992, 1994, 1995 et 1997 : Professeur à l'université « Ca' Foscari » de Venise, Italie
- 1988-à présent : Professeur à l'université Joseph Fourier de Grenoble, France. Actuellement « Professeur classe exceptionnelle 2e échelon »
- 1981 et 1984/1985 : Visiting Research Associate, California Institute of Technology, Pasadena, Californie, États-Unis (Division of Geological and Planetary Sciences)
- 1970-1988 : 2e assistant, maitre-assistant et maître de conférences, université Joseph Fourier de Grenoble, France
- 1969-1970 : 2e assistant de recherche, Commissariat à l'énergie atomique, Fontenay-aux-Roses, France

## Distinctions et récompenses
- Prix international Felice Hippolito de l'Académie des Lyncéens (2006)
- Médaille Alfred Wegener de l'European Geosciences Union (2007)[2]
- Co-lauréat du prix Descartes de l'Union européenne (European Project for Ice Coring in Antarctica) (2007)
- Docteur honoris causa de l'Université Leuphana (en) de Lunebourg en Allemagne (2010)
- Élu à l'Academia Europaea[3] (2010)
- Prix Gérard-Mégie de l'Académie des Sciences (2011)
- Chevalier de l'ordre national du Mérite (2012)[4]

## Publications majeures
- (en) Claude F. Boutron et Clair C. Patterson, « Lead concentration changes in Antarctic ice during the Wisconsin/Holocene transition », Nature, vol. 323, no 6085,‎ 18 septembre 1986, p. 222–225 (ISSN 0028-0836 et 1476-4687, DOI 10.1038/323222a0, lire en ligne, consulté le 4 juin 2023)
- (en) Sungmin Hong, Jean-Pierre Candelone, Clair C. Patterson et Claude F. Boutron, « History of Ancient Copper Smelting Pollution During Roman and Medieval Times Recorded in Greenland Ice », Science, vol. 272, no 5259,‎ 12 avril 1996, p. 246–249 (ISSN 0036-8075 et 1095-9203, DOI 10.1126/science.272.5259.246, lire en ligne, consulté le 4 juin 2023)
- (en) Sungmin Hong, Jean-Pierre Candelone, Clair C. Patterson et Claude F. Boutron, « Greenland Ice Evidence of Hemispheric Lead Pollution Two Millennia Ago by Greek and Roman Civilizations », Science, vol. 265, no 5180,‎ 23 septembre 1994, p. 1841–1843 (ISSN 0036-8075 et 1095-9203, DOI 10.1126/science.265.5180.1841, lire en ligne, consulté le 4 juin 2023)
- (en) Claude F. Boutron, Ursula Görlach, Jean-Pierre Candelone et Michael A. Bolshov, « Decrease in anthropogenic lead, cadmium and zinc in Greenland snows since the late 1960s », Nature, vol. 353, no 6340,‎ septembre 1991, p. 153–156 (ISSN 0028-0836 et 1476-4687, DOI 10.1038/353153a0, lire en ligne, consulté le 4 juin 2023)